# Empoascanara plamka
Empoascanara plamka är en insektsart som beskrevs av Irena Dworakowska 1979. Empoascanara plamka ingår i släktet Empoascanara och familjen dvärgstritar. Inga underarter finns listade i Catalogue of Life.